# Piet Pelle
Piet Pelle was een gratis boekje dat als promotiemateriaal in de jaren 50 en 60 van de twintigste eeuw in fietsenwinkels werd meegegeven namens de Koninklijke Gazelle Rijwielfabriek NV te Dieren.

## Geschiedenis
Oorspronkelijk is Piet Pelle al van 1912. De Haarlemse kunstenaar Ko Doncker (1874-1917) ontwierp Piet Pelle voor de Gazelle Rijwielfabriek (voorheen Arentsen & Kölling). Het boekje Piet Pelle op zijn Gazelle had als ondertitel "een boeiend verhaal voor kinderen van 8 tot 80 jaar". De eerste oplage was 20.000 en kreeg landelijke bekendheid. De boekjes waren bedoeld als promotiemateriaal voor de Piet Pelle-(jeugd)fietsen van Gazelle en bevatten de slagzin "Piet Pelle op zijn Gazelle". De fiets van Piet Pelle speelde een belangrijke rol in de boekjes.
Piet Pelle beleeft in het boekje met 40 plaatjes de meest onwaarschijnlijke avonturen met zijn fiets. Hij rijdt over hobbelige stenen, door glas, spijkers en doornen. Hij stort van de rotsen af en rijdt dwars door een stenen muur heen, botst tegen een trein en ten slotte rijdt hij dwars door een rivier heen. De fiets moest heel wat verduren, maar uiteindelijk blijkt de fiets nog tiptop in orde.
Na de jaren '50 krijgt het boekje een update. De personages krijgen een 'moderner' uiterlijk en ook de telefoon en trein worden aangepast aan het tijdsbeeld.
In 1930 werd een zes minuten durende film van Piet Pelle gemaakt door Theo Güsten. Piet Pelle gaat per fiets en per luchtschip naar de Noordpool om daar een radiotoestel te plaatsen.
Kees Stip bedacht nog twee nieuwe verhalen in het begin van de jaren zestig. Piet Pelle's ruimtereis en Piet Pelle, de schildpad en de haas; deze werden geïllustreerd door Guus Boissevain.
In 1997 werd in Dieren een standbeeld van deze stripfiguur onthuld.

## Pagina-afbeeldingen

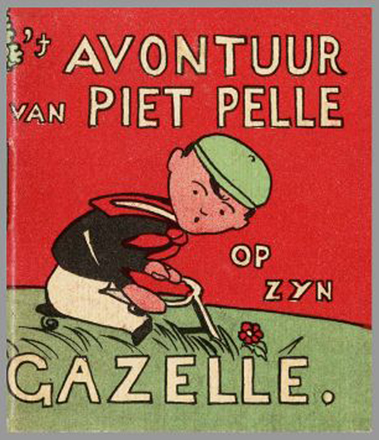
Voorkant boekje Piet Pelle 1912.
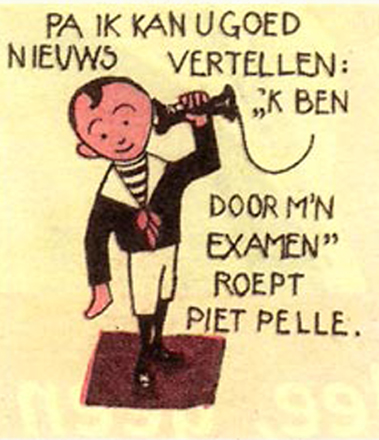
Eerste pagina
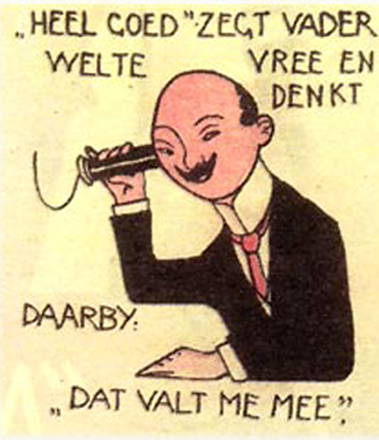
Tweede pagina